# エヴリシング、エヴリシング
エヴリシング、エヴリシング (EVERYTHING, EVERYTHING) は、アンダーワールドのDVD作品、または同名のライヴ・アルバム。発売はCD盤は2000年8月23日(日本先行発売。イギリスは2000年9月4日)、DVD盤は2000年10月12日。
DVD、CD両作品に共通する音声部分（「MOANER」、「PUPPIES」、「KITTENS」、「ROWLA」はDVDのみ）は、 1999年5月22日のフォレスト・ナショナルでの録音をベースに、ピンクポップ・フェスティバル（1999年5月18日）など、1998年から1999年のライヴ・ツアーにおける多数の公演の録音を、マルチ・トラックから編集して完成されている。

## DVD盤
それぞれ約90分のライヴ映像、ライヴ会場でスクリーンに投影されたTOMATO制作の映像がマルチアングルで収録されている。ライヴ映像収録地は以下の通り。
- フジ・ロック・フェスティバル（日本、1999年7月30日）
- ピンクポップ・フェスティバル（オランダ、1999年5月18日）
- フォレスト・ナショナル（ベルギー、1999年5月22日）
- グラストンベリー・フェスティバル（イギリス、1998年6月27日/1999年6月26日）
- ホームランズ・フェスティバル（アイルランド、1999年9月25日）

ステージ映像においては、「JUANITA/KITELESS」、「CUPS」、「PUSH UPSTAIRS」、「PEARLS GIRL」、「JUMBO」、「REZ/COWGIRL」ではフジロックの映像、「SHUDDER/KING OF SNAKE」、「BORN SLIPPY NUXX」、「MOANER」、「PUPPIES」（クロージング）ではピンクポップ・フェスティバルの映像がメインで使用されている。
本作は、第15回日本ゴールドディスク大賞（2001年）にてミュージック・ビデオ・オブ・ザ・イヤーを受賞している。

### 収録曲
特筆無い限り、全曲Underworld作曲
1. JUANITA/KITELESS
2. CUPS
3. PUSH UPSTAIRS
4. PEARLS GIRL
5. JUMBO
6. SHUDDER/KING OF SNAKE (Underworld, Giorgio Moroder, Peter Bellotte, Donna Summer作曲)
7. BORN SLIPPY NUXX
8. REZ/COWGIRL
9. MOANER
10. PUPPIES ※MOANER終了後のクロージングで流れる

スライド・ショーのみ
1. KITTENS
2. ROWLA

## CD盤

### 収録曲
特筆無い限り、全曲Underworld作曲
1. JUANITA/KITELESS
2. CUPS
3. PUSH UPSTAIRS
4. PEARLS GIRL
5. JUMBO
6. SHUDDER/KING OF SNAKE (Underworld, Giorgio Moroder, Peter Bellotte, Donna Summer作曲)
7. BORN SLIPPY NUXX
8. REZ/COWGIRL